# Photohydrogène
Le photohydrogène est de l'hydrogène produit à l'aide de lumière. C'est ainsi que la feuille d'un arbre divise les molécules d'eau en protons (ions hydrogène), électrons (pour fabriquer des glucides ) et oxygène (libérés dans l'air en tant que déchet). Le photohydrogène peut également être produit par la photodissociation de l'eau par la lumière ultraviolette.
Le photohydrogène est parfois discuté dans le contexte de l'obtention d'Énergie renouvelable à partir de la lumière du soleil, en utilisant des organismes microscopiques tels que des bactéries ou des algues. Ces organismes créent de l'hydrogène à l'aide d'enzymes hydrogénases qui convertissent les protons issus de la réaction de séparation de l'eau en hydrogène gazeux qui peut ensuite être collecté et utilisé comme biocarburant,.

## Sources et références
1. ↑  NOVA scienceNOW - A 14 minute video of the NOVA broadcast about hydrogen Fuel Cells cars that aired on PBS, July 26, 2005. Hosted by Robert Krulwich with guests, Ray and Tom Magliozzi, the Car Talk brothers.
2. ↑  Gartner, « Algae: Power Plant of the Future? », Wired, 19 août 2002 (consulté le 17 septembre 2006), p. 1
3. ↑  Mechanic, « It Came From the Swamp », Wired, avril 2002 (consulté le 17 septembre 2006), p. 1